# Hoori
Hoori（火遠理命 ili 日子穂穂手見命 Hikohohodemi) je lovio na planinama, a njegov brat Hoderi se bavio ribolovom na morima. Jednog dana oni zamijeniše svoja oruđa i Ho-ori ode ribariti, a Hoderi loviti. Međutim, Ho-ori ne uspije ništa uhvatiti, a pritom i izgubi bratovljevu udicu, što mu Hoderi ne oprosti. Tada, jedan starac pomogne Ho-oriju otići u podvodno kraljevstvo i naći udicu. Tamo on upozna prelijepu kći Boga mora, zaboravi na udicu i ostane u kraljevstvu. Poslije 3 godine, napokon se sjeti bratovljeve udice i pronađe ju uz pomoć Boga mora. I Hoderi mu oprosti. Misli se da je Ho-ori predak careva, a Hoderi predak doseljenika s juga.